# Renato Perini
Renato Perini (Terragnolo, 12 aprile 1924 – Trento, 12 marzo 2007) è stato un archeologo italiano. Ha diretto diverse campagne di scavo tra cui quelle delle palafitte di Fiavé nel periodo 1969-1976.

## Biografia
Renato Perini visse ad Ala gran parte della gioventù e si diplomò presso l'Istituto magistrale F. Filzi di Rovereto il 21 maggio 1943. Svolse la professione di maestro di scuola elementare in Valsugana e a Trento, dal 1948 al 1976. Dal 1961 al 1976 prestò la propria opera di studioso per il Museo tridentino di scienze naturali nel settore della Paletnologia. Nel maggio 1976 venne assunto in qualità di archeologo presso il Servizio Beni Culturali della Provincia autonoma di Trento.
Nel 1961 inaugura una serie di ricerche archeologiche sistematiche in territorio trentino, dapprima nel sito protostorico dei Montesei di Serso e quindi, tra il 1968 e il 1980, sul Monte Ozol (Valle di Non). Sempre nel 1968 scopre il sito preistorico di Romagnano Loch, dove documenta una sequenza stratigrafica fondamentale per l’archeologia trentina. Le indagini stratigrafiche nel sito palafitticolo della torbiera di Fiavé, oggi sito UNESCO, inizia nel 1969.
Fra il 1974 e il 1979 dirige una serie di scavi nella torbiera di Lavagnone (Desenzano sul Garda, Brescia), per conto della Sovrintendenza Speciale del Museo Nazionale di Preistoria ed Etnografia Pigorini di Roma a lui si deve la scoperta di un aratro risalente all'età del bronzo, e dal 1978 al 1981 le ricerche sul Tumulo dell'Età del Bronzo ai Calféri di Stenico. Opera in altri siti preistorici e protostorici della provincia di Trento a Borgo Sacco, Vigo Lomaso, Passo Redebus loc. Acquafredda, Fai della Paganella doss Castel, Nomi Cef, Tesero Sottopedonda, Besenello. L'esplorazione del sito dell'insediamento di Fiavé-Carera ha contribuito in modo significativo alla risoluzione della controversia palafitticola dibattuta a livello internazionale.
Negli anni '80 ha collaborato più volte con il Museo minerario tedesco di Bochum sull'analisi dei forni fusori della tarda età del bronzo al Passo Redebus. Con la sua opera ha dato un contributo significativo all'ampliamento delle conoscenze sull'età del Bronzo e del Ferro in Trentino.

## Vita privata
Sposò Maria Leonardi nel 1950, ed ebbe cinque figlie.

## Riconoscimenti
Nel 1973 è nominato Ispettore Onorario alla Antichità per la zona di Trento, nel 1975 socio dell'Accademia Roveretana degli Agiati e membro della Società Studi Trentini di Scienze Storiche. È nominato anche socio aggregato dell'Istituto italiano di preistoria e protostoria. Nel 1989 l'Università di Innsbruck gli conferisce la laurea honoris causae, come riconoscimento dei suoi meriti scientifici nell’ambito dell’archeologia preistorica. Proprio in considerazione dei suoi molteplici meriti come scopritore, studioso e valorizzatore delle palafitte dell'età del Bronzo, il Comune di Fiavé assegna a Perini nel 1994 la cittadinanza onoraria. Nel 2021 il polo museale palafitticolo di Fiavé è intitolato a Renato Perini.

## Opere
- Preistoria Trentina, Ancora (1980) EAN 2560024065662
- Scavi archeologici nella zona palafitticola di Fiavé-Carera. Parte I. Situazione dei depositi e dei resti strutturali: campagne 1969–1976. (serie Patrimonio storico e artistico del Trentino. Volume 7). Servizio beni culturali della Provincia autonoma di Trento (1984) ISBN 88-7702-05-39
- Scavi archeologici nella zona palafitticola di Fiavé-Carera. Parte II. Resti della cultura materiale: metallo, osso, litica, legno. Campagne 1969–1976. (serie Patrimonio storico e artistico del Trentino.Volume 8). Servizio beni culturali della Provincia autonoma di Trento (1987) ISBN 88-7702-016-4
- Scavi archeologici nella zona palafitticola di Fiavé-Carera. Parte III. Resti della cultura materiale ceramica: campagne 1969–1976. (serie Patrimonio storico e artistico del Trentino. Volume 10 e 11). Servizio beni culturali della Provincia autonoma di Trento (1994) ISBN 88-7702-049-0

### Pubblicazioni
- Il castelliere dei Monticelli di Serso, in Natura Alpina, XIV, n.2 (1963)
- Tipologia della ceramica Luco (Laugen) ai Montesei di Serso (Pergine Valsugana – Trentino), in Studi Trentini di Scienze Naturali, 123 – 147 (1965)
- Risultati dello scavo di una capanna dell’orizzonte retico nei Montesei di Serso (Pergine Valsugana – Trentino), Temi (1965)
- Montesei di Serso: lo scavo del 1968 settore VI.  La successione cronologica dell'abitato dei Montesei di Serso. Museo tridentino di scienze naturali (1973)
- Die Pfahlbauten im Torfmoor von Fiavè (Trentino/Oberitalien). In: Schweizerische Gesellschaft für Ur- und Frühgeschichte (Hrsg.): Volume 7 (1976) Quaderno 27.  2–12, DOI: 10.5169/seals-1034327. (1976)
- La successione degli orizzonti culturali dell’abitato dell’età del Bronzo nella torbiera del Lavagnone (com. Desenzano del Garda e Lonato). Bullettino di Paletnologia Italiana, 117-166 (1980)